# Mathilde Mann

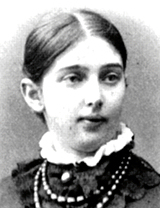
Mathilde Mann

Mathilde Mann (* 24. Februar 1859 in Rostock als Mathilde Charlotte Bertha Friederike Scheven; † 14. Februar 1925 in Rostock) war eine deutsche Übersetzerin und Lektorin, insbesondere für Nordische Sprachen.

## Leben
Mathilde Scheven war die Tochter des Mediziners Ernst (Heinrich Carl) Scheven. Sie erlernte, gefördert von ihrer Familie, die Sprachen Französisch, Englisch, Italienisch sowie Dänisch, Schwedisch und Norwegisch. 1878 heiratete sie den Königlich-Dänischen Konsul Friedrich Johann Bernhard Mann (1853–1910), aus der Familie, der unter anderem Thomas Mann entstammte. Nach dem Konkurs des Getreidehandels ihres Mannes 1885 bewahrte sie diesen durch ein Bittschreiben vor dem Gefängnis. Im selben Jahr siedelte sich das Ehepaar in Kopenhagen an. Dort begann sie, ihre Dienste als Übersetzerin anzubieten und erreichte damit einen hohen Bekanntheitsgrad. Mit der stetig steigenden Emanzipation und wirtschaftlichen Unabhängigkeit gegenüber ihrem Mann kam es 1892 zur Trennung der Eheleute. Aus der Ehe ging Johann Bernhard Mann (1880–1945), der späterer Fregattenkapitän der kaiserlichen Marine hervor; ihre Tochter Anna Katharina (* 15. April 1879 in Rostock; † 14. Juli 1943 in Kopenhagen) war mit dem dänischen Maler Oscar Matthiesen verheiratet.
1893 wurde sie durch den Rostocker Gewett (Senat) als Übersetzerin für Nordische Sprachen vereidigt und lebte in Warnemünde. 1895 zog sie nach Altona, 1906 nach Hamburg. In dieser Zeit arbeitete sie vorrangig als Übersetzerin und übertrug Werke von Henrik Ibsen und Hans Christian Andersen ins Deutsche. Der dänische König Frederik VIII. verlieh ihr am 14. November 1910 für ihre Verdienste um die dänische Literatur die Goldene Medaille für Kunst und Wissenschaft Ingenio et arti. 1911 ging sie wieder zurück nach Dänemark.
Als Lektorin für dänische Sprache war sie ab 1921 für die Universität Rostock tätig. Die offizielle Einrichtung eines Lektorats scheiterte, da das zuständige Ministerium die erforderlichen Mittel nicht bereitstellte. Die Universität ehrte sie 1924 als erste Frau ohne akademische Laufbahn mit der Ehrenpromotion zum Dr. phil. h. c. Mathilde Mann starb 1925 in Rostock.

## Übersetzungen
- Hans Christian Andersen: Märchen, Leipzig
  - 1 (1909)
  - 2 (1909)
- Hans Christian Andersen: Die Schneekönigin, Altona 1902
- Martin Andersen Nexø: Pelle der Eroberer, Leipzig
  - 1 (1920)
  - 2 (1920)
- Rasmus Björn Anderson: Die erste Entdeckung von Amerika, Hamburg 1888
- Sophus Bauditz: Absaloms Brunnen, Leipzig 1901
- Sophus Bauditz: Der alte Hauptmann, Hamburg 1913
- Sophus Bauditz: Die Chronik des Garnisonstädtchens, Leipzig 1903
- Sophus Bauditz: Geschichten aus dem Forsthause, Leipzig 1899
- Sophus Bauditz: Jägerblut, Leipzig 1907
- Sophus Bauditz: Spuren im Schnee und andre Erzählungen, Leipzig 1899
- Sophus Bauditz: Wildmoorprinzeß, Leipzig 1897
- Gudda Behrend: Aus dem Tagebuche einer Sünderin, Berlin [u. a.] 1902
- Viktoria Maria Benedictsson: Frau Marianne, Berlin [u. a.] 1897
- Vilhelm Bergsøe: Delila und andere Novellen, Leipzig 1890
- Vilhelm Bergsøe: Die Letzten auf Solej. Die Familie Pulce, Leipzig 1921
- Bjørnstjerne Bjørnson: Arne, Leipzig 1913
- Bjørnstjerne Bjørnson: Ein fröhlicher Bursch, Leipzig 1916
- Bjørnstjerne Bjørnson: Paul Lange und Tora Parsberg, Paris [u. a.] 1899
- Bjørnstjerne Bjørnson: "Synnöve Solbakken" und "Der Brautmarsch", Berlin [u. a.] 1908
- Hjalmar Hjorth Boyesen: Selbstbestimmung, Stuttgart 1897
- Leopold Budde: Gevatter Tod, Leipzig 1887
- Illa Christensen: Ein Sohn, Berlin [u. a.] 1901
- Povl Drachmann: Männer der Arbeit, Berlin [u. a.] 1919
- Peter Egge: Die Fessel, Leipzig 1909
- Carit Etlar: Der Gjöngenhäuptling, Berlin
  - 1 (1894)
  - 2 (1894)
- Carit Etlar: Vendetta, Leipzig 1899
- Svend Fleuron: Strix, Jena 1920
- Gunnar Gunnarsson: Strand des Lebens, Berlin 1929
- Knut Hamsun: Benoni, München 1921
- Knut Hamsun: Sklaven der Liebe und andere Novellen, München 1907
- Knut Hamsun: Victoria, München 1913
- Erik Hansen: Arnaluk, München 1912
- Erik Hansen: Das Geheimnis des Stillen Ozeans, Stuttgart 1919
- Erik Hansen: Im Tal der Hoffnung, München 1925
- Erik Hansen: Das verborgene Land, Stuttgart 1915
- Erna Juel Hansen: Der Liebe Weg, Breslau 1899
- Vilhelm Hanse: Die vierte Waffel, Leipzig 1913
- Marie Henckel: Anna Sophie Reventlow, Leipzig 1902
- Marie Henckel: Lolotte, Leipzig 1908
- Jacob Hilditch: Fräulein England, München 1900
- E. Høyer Møller: Stabsarzt und Feldprediger, Leipzig 1898
- Jens Peter Jacobsen: Briefe, Berlin
  - 1 (1919)
  - 2 (1919)
- Jens Peter Jacobsen: Erzählungen, Leipzig 1913
- Jens Peter Jacobsen: Frau Marie Grubbe, Leipzig 1911
- Jens Peter Jacobsen: Mogens, Leipzig 1912
- Jens Peter Jacobsen: Niels Lyhne, Leipzig 1914
- Henning Jensen: Pastor Dahlberg, Berlin [u. a.] 1899
- Johannes V. Jensen: Madame d’Ora, Berlin 1907
- Hans Ernst Kinck: Auswanderer, Leipzig 1910
- Jakob Knudsen: Angst, Stuttgart 1914
- Paul Knudsen: Scaramouche, Kopenhagen [u. a.] 1916
- Aage von Kohl: Der Herzensvirtuose, Minden i.W. 1907
- Aage von Kohl: Im Palaste der Mikroben, Leipzig
  - 1 (1909)
  - 2 (1909)
  - 3 (1909)
- Aage von Kohl: Der Weg durch die Nacht, Frankfurt am Main 1912
- Selma Lagerlöf: Gösta Berling, Leipzig 1899
- Selma Lagerlöf: Jerusalem, Berlin 1913
- Selma Lagerlöf: Niels Holgersens wunderbare Reise mit den Wildgänsen, Leipzig 1916
- Julius Henrik Lange: Darstellung des Menschen in der älteren griechischen Kunst, Straßburg 1899
- Julius Henrik Lange: Die menschliche Gestalt in der Geschichte der Kunst, Straßburg 1903
- Julius Henrik Lange: Thorwaldsen’s Darstellung des Menschen, Berlin 1894
- Sven Lange: Sommerspiel, München 1902
- Johannes Anker Larsen: Der Stein der Weisen, Leipzig 1924
- Karl Larsen: Schwester Marianna und ihre Liebesbriefe, Leipzig 1905
- Karl Larsen: Was siehst Du aber den Splitter, Berlin [u. a.] 1903
- Anne Charlotte Leffler: Sonja Kowalevsky, Stuttgart [u. a.] 1902
- Svend Leopold: Goethes Katze, Minden i.W. 1907
- Bernt Lie: Im Kampf gegen die Übermacht, Leipzig 1910
- Jonas Lie: Auf Irrwegen, Berlin 1911
- Jonas Lie: Die Familie auf Gilje, Leipzig 1896
- Johanne Madsen: Ida Sofie, Breslau 1906
- Meisternovellen nordischer Autoren, Berlin 1915
- Karin Michaëlis: Betty Rosa, Berlin 1908
- Karin Michaëlis: Däumelinchen, Berlin 1909
- Karin Michaëlis: Ehegatten, Berlin 1919
- Karin Michaëlis: Elsie Lindtner, Berlin 1911
- Karin Michaëlis: Das gefährliche Alter, Berlin 1910, online
- Karin Michaëlis: Geistig Arme, Berlin 1903
- Karin Michaëlis: Graf Sylvains Rache, München 1913
- Karin Michaëlis: Gyda, Leipzig 1905
- Karin Michaëlis: Die junge Frau Jonna, Leipzig [u. a.] 1908
- Karin Michaëlis: Das Kind, Berlin [u. a.] 1902
- Karin Michaëlis: Rachel. Ein Ghetto-Roman,  Berlin 1910, online
- Karin Michaëlis: Das Schicksal der Ulla Fangel, Berlin [u. a.] 1903
- Karin Michaëlis: Über allen Verstand, Berlin 1908
- Knut Michaelson: Ein nächtlicher Skandal, Berlin 1892
- Mathilde Muus: Frau Constantins Koch- und Haushaltungsbuch, Flensburg 1913
- Fridtjof Nansen: Auf Schneeschuhen durch Grönland, Hamburg
  - 1 (1891)
  - 2 (1891)
- Peter Nansen: Aus dem ersten Universitätsjahre, Berlin 1900
- Peter Nansen: Aus dem Tagebuch eines Verliebten, Berlin 1897
- Peter Nansen: Die Brüder Menthe, Berlin 1916
- Peter Nansen: Jugend und Liebe, Berlin 1909
- Peter Nansen: Julies Tagebuch, Berlin 1895
- Peter Nansen: Maria, Berlin 1895
- Peter Nansen: Die Romane des Herzens, Berlin 1912
- Zacharias Nielsen: Die Möwe, Stuttgart
  - 1 (1893)
  - 2 (1893)
- Otto Nordenskjöld: 2 Jahre in Schnee und Eis am Südpol, Berlin
  - 1 (1904)
  - 2 (1904)
- Henrik Pontoppidan: Aus jungenTagen, Leipzig 1913
- Henrik Pontoppidan: Das gelobte Land, Jena 1908
- Henrik Pontoppidan: Hans im Glück, Leipzig
  - 1 (1909)
  - 2 (1909)
- Henrik Pontoppidan: Ein Kirchenraub. Junge Liebe, Stuttgart 1890 (übersetzt zusammen mit J. D. Ziegler)
- Henrik Pontoppidan: Rotkäppchen, Breslau 1904
- Henrik Pontoppidan: Die Sandinger Gemeinde, Berlin [u. a.] 1905
- Henrik Pontoppidan: Totenreich, Leipzig
  - 1 (1920)
  - 2 (1920)
- Adda Raonkilde: Judith Fürste, Halle 1913
- Holger Rützebeck: Dänischer Sommer, Leipzig 1906
- Holger Rützebeck: Das Monument, Leipzig 1907
- Sophus Schandorph: Erste Liebe, München 1908
- Johanne Schjoerring: Melitta, Berlin [u. a.] 1897
- Johanne Schjoerring: Verwandte Seelen, Berlin [u. a.] 1900
- Amalie Skram: Nachwuchs, München 1901
- Amalie Skram: Professor Hieronymus, Paris [u. a.] 1895
- Erik Skram: Agnes Vittrup, Berlin 1899
- August Strindberg: Am Meer, Leipzig 1919
- August Strindberg: Die Gespenstersonate, Leipzig 1919
- August Strindberg: Die Hemsöer, Berlin 1894
- August Strindberg: Ostern, Leipzig 1919
- Viggo Stuckenberg: Der holden Worte süßer Klang, Berlin [u. a.] 1901
- Karl August Tavaststjerna: Das Geheimnis des finnischen Meerbusens, Leipzig 1914
- Johan Turi: Das Buch des Lappen Johan Turi, Frankfurt am Main 1912
- Fernand Vandérem: Asche, Paris [u. a.] 1895
- Mary Augusta Ward: Kanadian-Pacific, Berlin 1917
- Mary Augusta Ward: Kanadier, Leipzig 1912
- Gustav Wied: Eine Abrechnung, Berlin-Charlottenburg 1904
- Gustav Wied: Erotik, München 1902
- Gustav Wied: Die Karlsbader Reise der leibhaftigen Bosheit, Berlin [u. a.] 1908
- Gustav Wied: Vier Satyrspiele, München 1901
- Gustav Wied: Die von Leunbach, München 1900
- John Strange Winter: Ohne Fehl, Leipzig 1902